# 古納·本茨
古納·本茨（英語：Joseph "Gunnar" Bentz；1996年1月3日—）是一位美國游泳運動員。他是四次FINA少年游泳時間錦標賽的金牌得主，並且在泛美運動會上兩次獲得獎牌。他是喬治亞大學游泳隊的成員，並代表美國參加了2016年奧運會。

## 外部連結
- Gunnar Bentz bio at USA Swimming website